# Капрарико Сото (Матера)
Капрарико Сото (итал. Caprarico Sotto) је насеље у Италији у округу Матера, региону Базиликата.
Према процени из 2011. у насељу је живело 22 становника. Насеље се налази на надморској висини од 139 м.